# Sécession
Pour les articles homonymes, voir Sécession (homonymie).
 (février 2021).
Si vous disposez d'ouvrages ou d'articles de référence ou si vous connaissez des sites web de qualité traitant du thème abordé ici, merci de compléter l'article en donnant les références utiles à sa vérifiabilité et en les liant à la section « Notes et références ».
La sécession est l'acte politique consistant, pour la population d'un territoire ou de plusieurs territoires déterminés, à se séparer officiellement et volontairement du reste de l'État ou de la fédération à laquelle elle appartenait jusqu'alors. La sécession s'emploie aussi en usage de guerre.

## Description
On confond régulièrement sécession et séparation.[réf. nécessaire]
Le but de la sécession peut être de former un État distinct, ce en quoi elle représente l'objectif concret des mouvements indépendantistes souhaitant le droit des peuples à disposer d'eux-mêmes. Le but peut être également de s'unir à un autre État ou à une autre fédération, comme dans la période du Risorgimento, où les possessions italiennes de l'empire d'Autriche s'en détachent pour s'unir au royaume d'Italie, ou dans le cas du rattachisme de la Wallonie à la France.
La scène géopolitique mondiale connaît en permanence des actions sécessionnistes, parfois soutenues par des voisins intéressés.
Parmi les régions du monde qui vivent actuellement des sécessions, on peut citer :
- Le Kosovo, dont l'indépendance a été déclarée après l'intervention des forces de l'Otan mais qui n'est que partiellement reconnue dans le monde.
- L’Ossétie du Sud et l'Abkhazie qui prennent leurs distances avec la Géorgie.
- La Moldavie, où la Transnistrie, censée être une région autonome, est indépendante de facto.
- La Crimée, qui déclare son indépendance vis-à-vis de l'Ukraine pour être rattachée à la Russie.
- L’Ambazonie, la zone anglophone du Cameroun qui souhaite obtenir son indépendance.

On peut aussi mentionner le cas de la Catalogne en Espagne en 2017.
La sécession peut prendre des formes relativement paisibles et démocratiques, sous la protection ou non de puissances extérieures. Ce fut le cas en 1991 quand la Russie fit sécession de l'URSS, entraînant quelques mois plus tard la dissolution de celle-ci. La possibilité de sécession d'une entité administrative ou nationale peut même être explicitement prévue dans une constitution (Éthiopie).
La sécession prend souvent des formes belliqueuses, appuyées par des alliés intéressés à cette séparation[réf. nécessaire].
La guerre de Sécession américaine est un autre exemple passé de sécession ayant entraîné une guerre.
Pour le peuple ou l'ethnie qui tente une sécession, les motivations et les arguments sont multiples et variés. On y retrouve notamment les notions de résistance à une oppression, de récupération d'une indépendance et de territoires ressentis comme injustement perdus, ou plus simplement de l'absence d'intérêt à « vivre ensemble ».